# Szentháromság-templom (Oláhdálya)
Az oláhdályai Szentháromság-templom műemlék Romániában, Fehér megyében. A romániai műemlékek jegyzékében az AB-II-m-A-00215 sorszámon szerepel.